# Krwawy odwet
Krwawy odwet (tytuł oryg. Slaughter High) – filmowy horror koprodukcji amerykańsko-brytyjskiej z 1986 roku, wpisujący się w popularny w latach osiemdziesiątych nurt slasher.
Film w pewnych kręgach (szczególnie fanów slasherów) uznaje się za kultowy. Wpływa na to osnuta nicią legendy samobójcza śmierć jednego z członków obsady aktorskiej, Simona Scuddamore'a, który odebrał sobie życie wkrótce po premierze gotowego projektu, a także ścieżka dźwiękowa w aranżacji Harry’ego Manfredini (nadwornego kompozytora serii Piątek, trzynastego) oraz odtwórczyni roli głównej, Caroline Munro, znana powszechnie z występów w filmach klasy „B”. Film nakręcono w Anglii, a większość aktorów stamtąd też pochodziła; charakterystycznym dla ogółu filmu pozostaje więc także sztuczny amerykański akcent odtwórców poszczególnych ról.
Producenci początkowo nadali filmowi tytuł April Fool's Day, lecz przechrzcili go na Slaughter High ze względu na istniejący już pod tym tytułem slasher wytwórni Paramount Pictures, wydany w tym samym roku.

## Obsada
- Caroline Munro – Carol Manning
- Simon Scuddamore – Marty Rantzen
- Carmine Iannaccone – Skip Pollack
- Donna Yeager (w czołówce jako Donna Yaeger) – Stella

## Zarys fabuły
Marty Rantzen, życiowy nieudacznik i klasowa ofiara, jest ofiarą licznych szykanowań. W końcu dochodzi do tragedii – przez głupi żart jego twarz zostaje potwornie poparzona. Po wielu latach organizowany jest zjazd absolwentów szkoły, do której uczęszczał Rantzen. Wkrótce po przybyciu na miejsce, uczestnicy imprezy zaczynają ginąć w niejasnych okolicznościach.